# Max Brusset
Pour les articles homonymes, voir Brusset.
Max Brusset, né le 25 novembre 1909 à Neufchâteau (Vosges) et mort le 28 mars 1992 à Paris 14e, est un homme politique français, membre du RPF.

## Biographie
Il est le petit-fils du sénateur de Haute-Saône Jean-Baptiste Brusset.
Administrateur de société, il acheta des parts de la radio d'Antibes Radio Méditerranée en 1938. Il fut administrateur de Radio Normandie. Il fut PDG de la Satas de 1959 à 1975 et conseiller des groupes CGE, L'Oréal et Henkel France.
Il fut le chef de cabinet de Georges Mandel, ministre dans les années 1930, assassiné par la Milice en 1944. Il présida l'association des amis de Georges Mandel.
Résistant français, il fut arrêté en 1943 par la Gestapo avec sa femme, Marie Brusset (née Vallery-Radot), et condamné à mort. Il fut sauvé par les Américains à Lyon un an plus tard.
Il fut député de la Charente-Maritime de 1946 à 1958, et comme maire de Royan de 1953 à 1960, il participa à la reconstruction de la ville, avec des constructions novatrices comme l'église Notre-Dame de Royan. Il fut aussi conseiller général de la Seine et conseiller de Paris.
Il eut cinq enfants (Dominique, Jacqueline, Rémi, Thierry et Olivier). Sa fille Jacqueline Brusset épousa en 1960 Dominique de Roux (1935-1977), écrivain et éditeur, fondateur des Cahiers de l'Herne, dont elle eut un fils, Pierre-Guillaume de Roux. Lui-même était membre du comité d'honneur et du comité d'orientation de la Revue des Deux Mondes.

### Sources
- Les papiers personnels de Max Brusset sont conservés aux Archives nationales sous la cote 655AP[3].